# Liga Conferência da UEFA
A Liga Conferência da UEFA (em inglês: UEFA Conference League) é uma competição continental de clubes de futebol organizada pela União das Associações Europeias de Futebol (UEFA), sendo a terceira mais prestigiada da Europa. É realizada anualmente, e o campeão conquista também uma vaga na Liga Europa da UEFA da temporada seguinte. Foi criada em 2018, com o nome provisório "Liga Europa 2". A primeira edição do torneio foi realizado na temporada 2021–22, com a Roma sendo campeão em cima do Feyenoord por 1–0.

## Histórico
Desde a extinção da Taça Intertoto, cuja última edição ocorreu em 2008, a UEFA planejava reorganizar uma terceira competição continental, acreditando que um torneio de nível inferior poderia servir como um meio para conferir aos clubes de menor expressão dos países membros da entidade a possibilidade de avançar às fases finais de uma competição continental, dado que geralmente tais clubes costumam ser eliminados nas fases pré-eliminatórias tanto da Liga dos Campeões quanto da Liga Europa. 
Em meados de 2018, a imprensa anunciou a criação da Liga Conferência para 2021 com notícias que afirmavam que já havia se chegado a um acordo para iniciar o torneio e que a fase de grupos da Liga Europa, composta então por 48 equipes, se dividiria em dois grandes grupos, sendo que as 24 piores equipes passariam a compor o núcleo da nova competição.
A UEFA confirmou o nome oficial da nova competição a 24 de setembro de 2019, em substituição do anterior nome provisório Liga Europa 2.

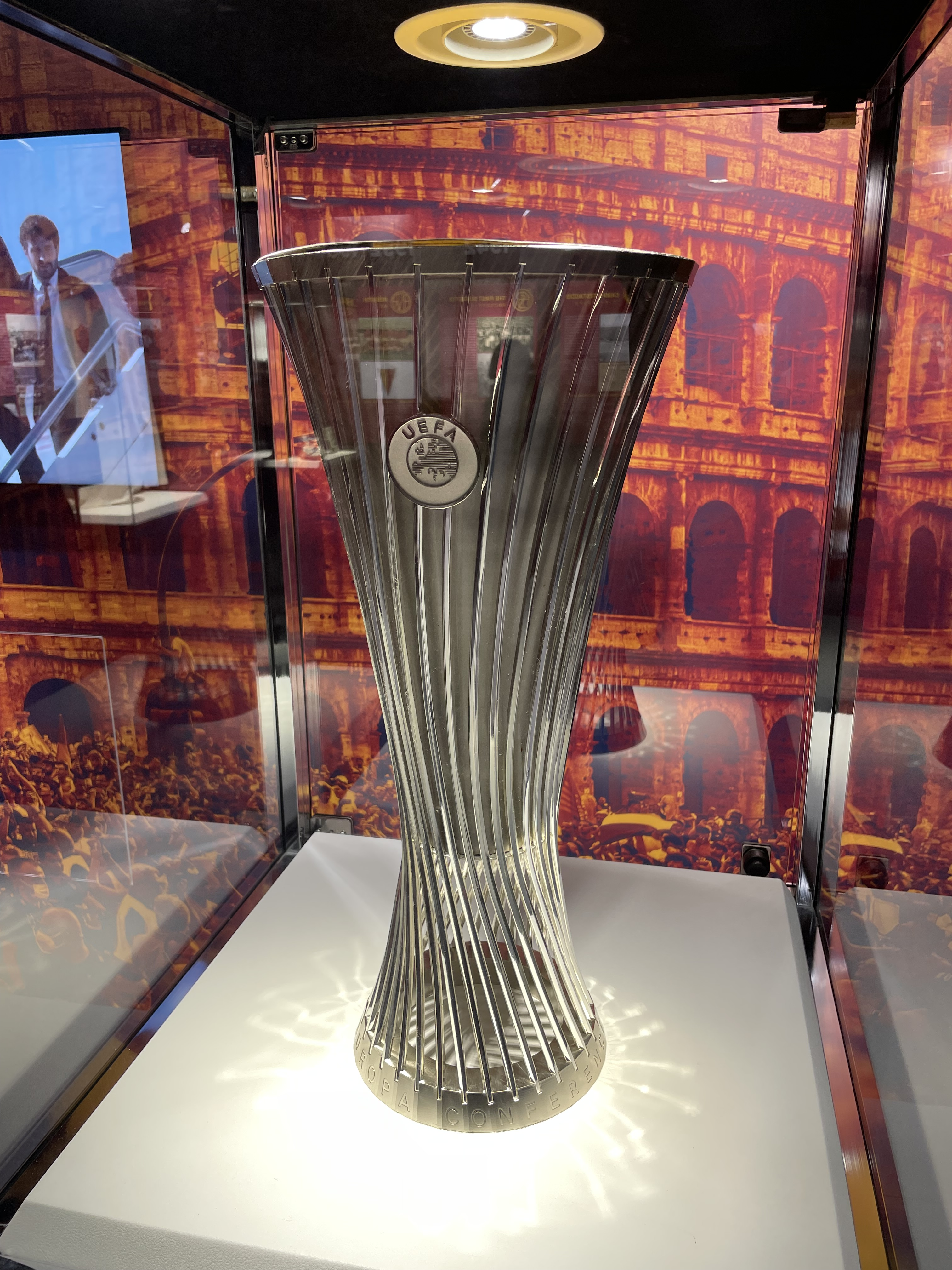
Troféu da Liga Conferência no museu da AS Roma, o primeiro time a vencer a competição

## Troféu

Ilustração do troféu entregue ao campeão

O troféu dado ao campeão torneio é composto por 32 espinhos hexagonais, um para cada equipe na fase de grupos da competição, que se torcem e se curvam a partir da base do troféu. A forma curvada das lombadas foi inspirado no "voo de uma bola de futebol que se dirige para o gol".
A base e o tampo são feitos de latão escovado à mão com efeito de aço galvânico fosco, enquanto as lombadas apresentam um acabamento prateado brilhante. O troféu foi desenhado no estúdio britânico Pentagram.

## Formato
O formato da nova Liga Conferência reproduz o da Liga Europa, em que 32 equipes disputam um total de 141 jogos ao longo de quinze semanas. Ademais, a proposta do novo torneio continental consistia em garantir que, ao menos, 34 países estejam representados na fase de grupo de uma das três competições de clubes da UEFA. 
A qualificação disputa-se em três pré-eliminatórias e um playoff, seguida de uma fase de grupos, com oito grupos de quatro equipas. Os primeiros classificados dos oito grupos classificam-se diretamente para os oitavos-de-final, enquanto os segundos classificados têm de disputar com os terceiros classificados da Liga Europa uma fase de dezesseis-avos-de-final. Após os oitavos-de-final, seguem-se os quartos-de-final, meias-finais e a grande final disputada em jogo único.
O vencedor da Liga Conferência terá um lugar garantido na fase de grupos da Liga Europa da época seguinte.

## Qualificação
No total 138 equipes participam da qualificação.

### Qualificação pela Liga dos Campeões e Liga Europa
As equipas que não se classificaram para a Liga dos Campeões ou para a Liga Europa determinam 15 dos 32 participantes na Liga Conferência Europa da UEFA.
Esse percurso de qualificação começa apenas na 2.ª eliminatória da qualificação, na qual os 20 clubes participantes (derrotados na pré-eliminatória e na 1.ª eliminatória) jogam em dois jogos para participarem da próxima etapa do torneio. Os 10 vencedores disputarão a 3.ª eliminatória e cinco participantes irão para os play-offs onde esses jogaram contra cinco equipas derrotadas na 3ª eliminatória da qualificação da Liga Europa. As dez Equipas derrotadas nos playoffs da Liga Europa também participam da fase de grupos.

### Qualificação com base nos Campeonatos Nacionais
As equipas que se classificaram com base em sua classificação nos Campeonatos Nacionais, determinam 17 dos 32 participantes na Liga Conferência Europa da UEFA. Exceto os playoffs.
Na 1.ª eliminatória jogam 72 equipas em dois jogos, seguido da 2.ª eliminatória onde se acrescentam 54 equipas aos 36 vencedores da 1.ª eliminatória. Na 3.ª eliminatória acrescentam-se mais 7 equipas às 45 equipas da 2.ª eliminatória, onde se decidirá quais as 26 equipas que  jogarão nos playoffs. Nos playoffs acrescentam-se 5 equipas das mais fortes ligas europeias e 3 equipas da 3.ª eliminatória da Liga Europa para determinar os 17 participantes da fase de grupos.

## Campeões

### Por clube
| Clubes     | Títulos | Vices | Temporadas campeão | Temporadas vice-campeão |
| ---------- | ------- | ----- | ------------------ | ----------------------- |
| Roma       | 1       | 0     | 2021–22            | —                       |
| West Ham   | 1       | 0     | 2022–23            | —                       |
| Olympiacos | 1       | 0     | 2023–24            | —                       |
| Chelsea    | 1       | 0     | 2024-25            | —                       |
| Fiorentina | 0       | 2     | —                  | 2022–23 e 2023–24       |
| Feyenoord  | 0       | 1     | —                  | 2021–22                 |
| Betis      | 0       | 1     | —                  | 2024–25                 |

### Por país
| País          | Título(s) | Vice(s) | Clubes campeões | Aprov. |
| ------------- | --------- | ------- | --------------- | ------ |
| Inglaterra    | 2         | 0       | 2               | 100%   |
| Itália        | 1         | 2       | 1               | 33,3%  |
| Grécia        | 1         | 0       | 1               | 100%   |
| Países Baixos | 0         | 1       | 0               | 0%     |
| Espanha       | 0         | 1       | 0               | 0%     |

## Artilharia

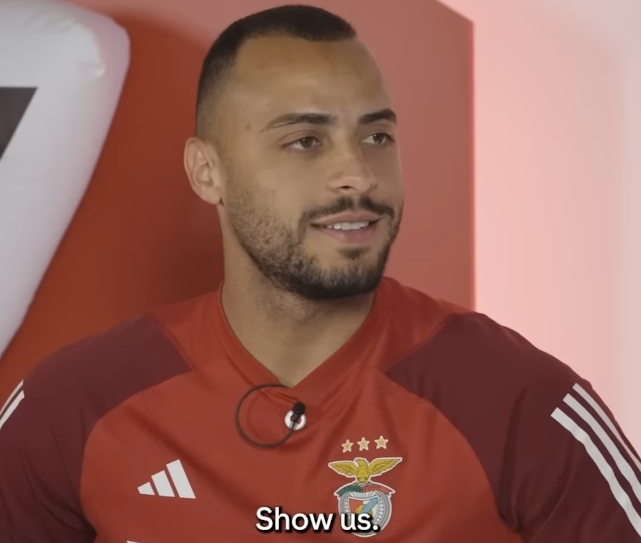
O futebolista brasileiro Arthur Cabral é o o maior artilheiro da Liga Conferência Europa da UEFA com 12 gols marcados em todas as edições disputadas até o momento

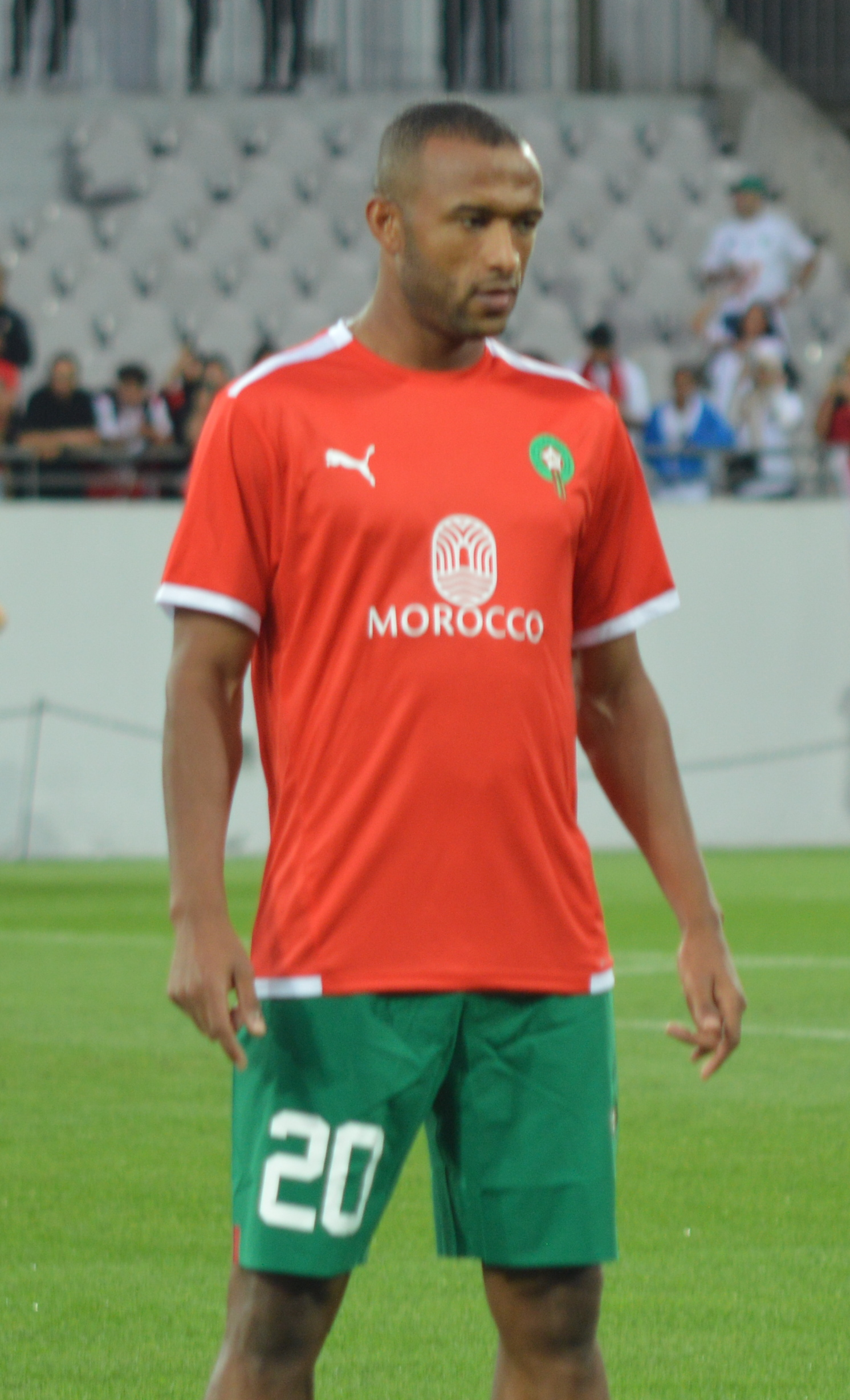
O futebolista marroquino Ayoub El Kaabi é o maior artilheiro da Liga Conferência Europa da UEFA em uma única edição com 11 gols marcados na temporada 2023-24

- Cyriel Dessers: 10 gols (2021-22)
- Arthur Cabral,  Zeki Amdouni: 7 gols (2022-23)
- Ayoub El Kaabi: 11 gols (2023-24)
- Afimico Pululu: 08 gols (2024-25)